# Manuel Peinado
Manuel Peinado Lorca (Granada, 1953) es un biólogo, catedrático universitario y político español.

## Biografía
Manuel Peinado Lorca nació en Granada en 1953. Está casado con María Gallego Fernández-Pacheco y tiene un hijo, Manuel. Huérfano de padre en 1963 , estudió como alumno interno en los colegios de huérfanos de militares (CHOE) en Padrón (La Coruña), López de Hoyos 317 (Madrid) y General Ricardos 163 (Madrid), donde aprobó el curso preuniversitario.  Estudió Ciencias Biológicas en la Universidad de Granada, donde se licenció con la calificación de Sobresaliente y posteriormente se doctoró en la Universidad Complutense de Madrid con una tesis doctoral titulada "La vegetación de la cuenca Alta del río Guadiana", dirigida por el profesor Esteve Chueca y defendida con la calificación de Sobresaliente Cum Laude en 1978. Trabajó como colaborador y profesor en ambas universidades y en la de Alcalá, donde, después de que en 1981 ganara por oposición la plaza de profesor Adjunto  de Botánica en la Universidad Complutense de Madrid, ejerce como catedrático de Biología Vegetal desde 1988 e investigador del Instituto Franklin de Estudios Norteamericanos.
En la Universidad de Alcalá ha sido secretario general, secretario del Consejo Social, vicerrector de Investigación, subdirector y director del Departamento de Biología Vegetal. Actualmente es director de la cátedra de Medio Ambiente de la Fundación General de la Universidad de Alcalá y, desde mayo de 2021, del Real Jardín Botánico de la misma Universidad. Actualmente ejerce como profesor en la Universidad de Alcalá y como investigador continúa dirigiendo proyectos de I+D+I como responsable del Grupo de Investigación en Medioambiente y Bioproductos.
Afiliado al PSOE, fue alcalde de Alcalá de Henares desde 1999 a 2003. En el PSOE federal es actualmente miembro del Consejo Asesor para la Transición Ecológica de la Economía y responsable del Grupo Federal de Biodiversidad.
Ostenta la medalla de Oro de la Universidad de Alcalá.
Ha sido jugador de balonmano en los equipos Iberia LAE, Urbis, Estadio OJE, Universitario de Granada y Juventud Alcalá.

## Libros
Ha publicado diecinueve libros y varios capítulos de libros

### Libros completos
- El paisaje vegetal de Castilla-La Mancha. Serv. Publ. Junta Com. Castilla-La Mancha, 230 pp. Toledo, 1986. Junto con J.M. Martínez Parras.
- Comunidades vegetales de Sierra Nevada (España). Serv. Publ. Univ. Alcalá, 74 pp. Alcalá de Henares, 1987. Junto con J.M. Martínez Parras.
- La vegetación de España. Serv. Publ. Univ. Alcalá. 544 pp. Madrid, 1987. Editor junto con S. Rivas-Martínez.
- Vegetation of Southeastern Spain. J. Cramer, 487 pp. Sttugart, 1992. Junto con  F. Alcaraz y J. M. Martínez Parras.
- Avances en evaluación de impacto ambiental y ecoauditorías. Trotta, 567 pp. Madrid, 1997. Coeditor junto con Iñigo Sobrini Sagaseta de Ilúrdoz.
- Elementos de Ecología Urbana. Edición española aumentada y adaptada del libro de V. Bettini Elementi di Ecologia Urbana. Ed. Trotta, 398 pp. Madrid, 1998.
- Sobre esto y aquello. Ed. Fugaz, 178 pp. Madrid, 1999.
- La naturaleza en Castilla-La Mancha. Ed. Lunwerg, 156 pp. Madrid, 1999. Junto con J.L. Aguirre.
- Escrito bajo el reloj. Ed. M. Ballesteros, 457 pp. Alcalá de Henares, 2003.
- El paisaje vegetal de Castilla-La Mancha. Manual de Geobotánica, 612 pp. Editorial Cuarto Centenario. Toledo, 2008. Junto con L. Monje y J.Mª Martínez-Parras,
- El fracking ¡Vaya timo! Editorial Laetoli, 366 pp. Pamplona, 2014.
- Fracking. El espectro que sobrevuela Europa. Icaria Editorial, 358 pp. Barcelona, 2015.
- Fracking, el bálsamo milagroso. Icaria Editorial, 175 pp. Barcelona, 2014. Traducción y edición del libro de Richard Heinberg "Snake Oil. How Fracking's promise of Plenty Imperils Our Future". Post Carbon Institute, 2013.
- La frontera salvaje. Errata Naturae, 302 pp. Madrid, 2018. Traducción y edición del libro de Washington Irving "A tour on the Prairies". Carey, Lea & Blanchard 1831.
- Perfora, chico, perfora. ¿Pueden los combustibles no convencionales introducirnos en una nueva era de abundancia energética? Post Carbon  Institute, 166 pp. Santa Rosa, California, 2013. Traducción del libro de J. D. Hughes "Drill, Baby, Drill: Can Unconventional Fuels Usher in a New Era of Energy Abundance?" Post Carbon  Institute. Santa Rosa, California, 2013.
- Notas a la edición española de Drill, Baby, Drill. Post Carbon Institute, 180 pp. Santa Rosa, California, 2013.
- Perforando más y más: Un auténtico test de los pronósticos del Gobierno de Estados Unidos sobre un boom duradero del petróleo y el gas de lutitas. Traducción española del libro de J. D. Hughes "Drilling Deeper: A Reality Check on U.S. Government Forecasts for a Lasting Tight Oil & Shale Gas Boom·. Post Carbon Institute, San José, California, 2014.
- Life Lines. Ecological Society of America & Instituto Franklin de Estudios Norteamericanos, 544 pp. Alcalá de Henares, 2014. Junto a Adrian Burton /textos en inglés).
- Las Aventuras del capitán Bonneville en las Montañas Rocosas y el Lejano Oeste, 1832-1836. Editorial Interfolio, 664 pp. Madrid. Traducción y edición del libro de Washington Irving "The Adventures of Captain Bonneville or Scenes Beyond the Rocky Mountains of te Far West". Putnam, New York 1837.

### Capítulos de libros
- Betula L. En Castroviejo et al. (ed.) Flora Ibérica, vol. II: 38-43. Madrid. (1990).
- Castilla-La Mancha. En Peinado & Rivas-Martínez (ed.), La vegetación de España, 163-196. Madrid. (1987).
- Andalucía oriental. En Peinado & Rivas-Martínez (ed.), La vegetación de España, 231-256. Madrid. (1987).
- España semiárida: Murcia y Almería. En Peinado & Rivas-Martínez (ed.), La vegetación de España, 257-280. Madrid. (1987).
- Peinado, M. 2018. Convergencias y divergencias geobotánicas entre dos zonas de clima mediterráneo: California y España. Capítulo 1, en Gosálvez Rey, R.U. et al. (coord.). Bosque mediterráneo y humedales: paisaje, evolución y conservación. Aportaciones desde la Biogeografía (Tomo I): 27-46.  Almud, Ediciones de Castilla-La Mancha (2018).
- Peinado, M., Aguirre, J.L. & Aparicio, A. The Iberian ranges and highlands. Chapter 11, in Loidi, J. (ed.). The Vegetation of the Iberian Peninsula (Vol. 1): 439-512. Springer International Publishing, Switzerland.

## Artículos en prensa y blogs
- http://www.sobreestoyaquello.com/
- https://theconversation.com/profiles/manuel-peinado-lorca-682122/articles
- https://elobrero.es/ciencia/autor/1177-manuel-peinado-lorca.html
- https://lalunadelhenares.com/tag/manuel-peinado/
- https://elpais.com/autor/manuel-peinado-lorca/
- https://dialogoatlantico.com/firma/manuel-peinado/